# ラマシュトゥ

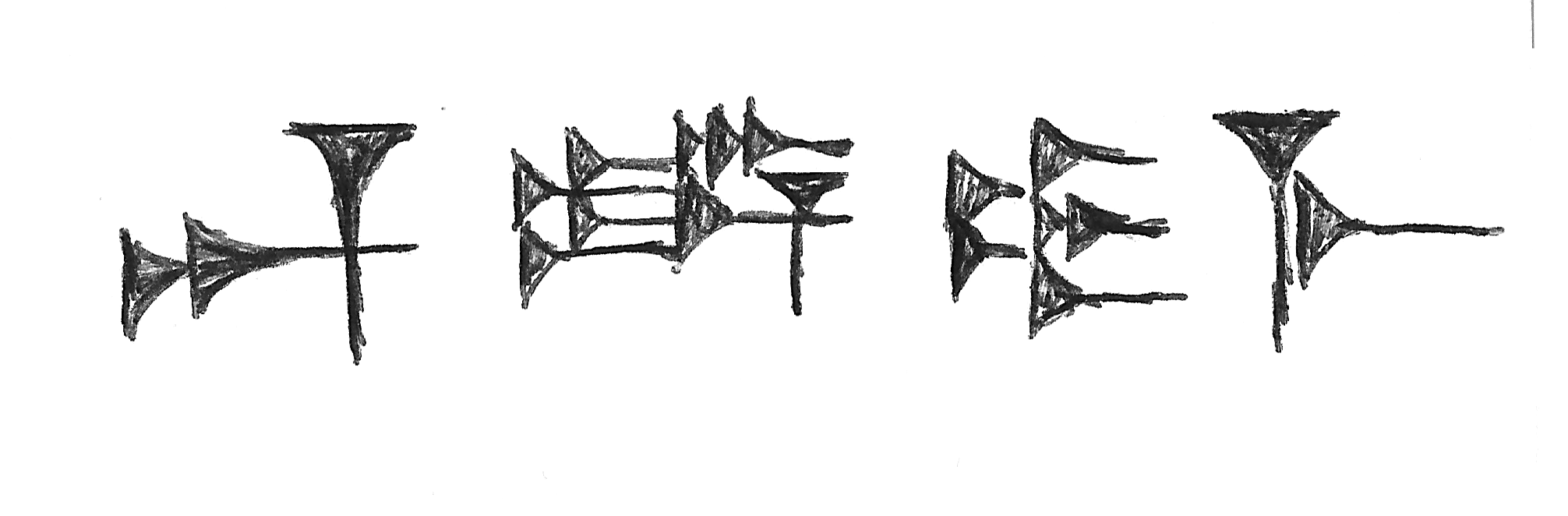
ラマシュトゥ（Lamaštu）と書かれた楔形文字

ラマシュトゥ（Lamaštu）とは、アッカド神話パズズ（Pazuzu）の配偶者とされる魔の女神。その姿は獅子の頭とロバの長い牙、毛深いロバの体躯、猛禽の爪を持つとされる。古くはラバルトゥ（Labartu）とも読まれた。
病気の悪霊であるラバルトゥ、ラバス、アッハーズなどはセットで文書に記述された。

## 特徴

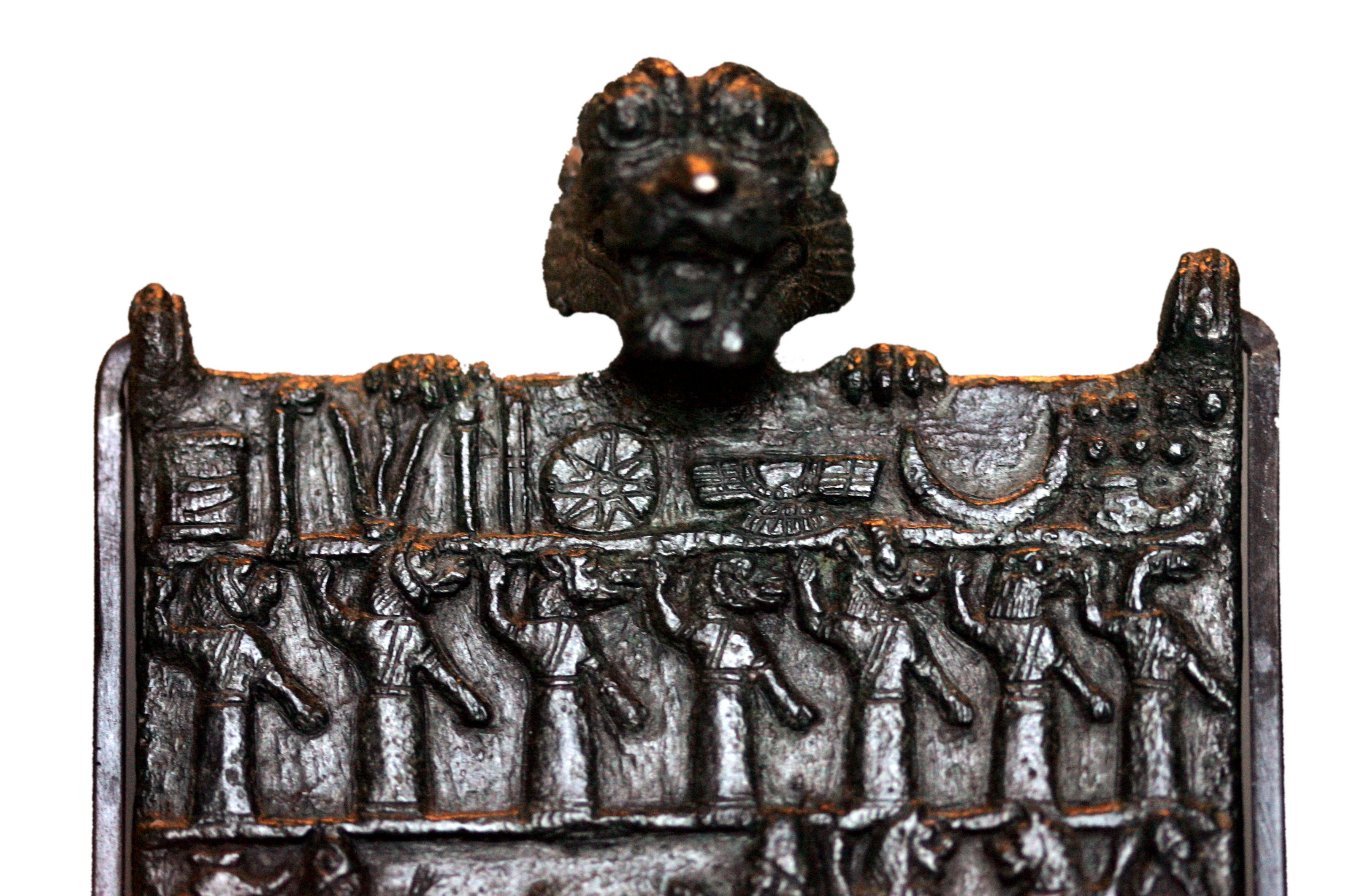
魔の女神ラマシュトゥに対するお守り

母乳で育てている間や出産の間に母をおどして、子供を誘拐したとされる魔の女神である。
悪い面ばかりではない。ブタと犬を看病する神でもある。像の表現は蛇を保持して、彼女はロバの上に立つか、またはひざまずく表現が多い。また、悪霊リリスと類似するか同じ神ではないかと言われる。一種の夢魔である。リリスもメソポタミアにおける夜の魔の女神で、「夜の魔女」とも言われ、男児を害すると信じられていた。さらに、聖書の『イザヤ書』の記述ではリリス（לִּילִית, 標準ヘブライ語ではリリト Lilit）は夜の魔物か動物の一種とされたからである。ラミアとも関連するという。
ラマシュトゥのライバルはなんと夫であるパズズである。通常はお守りを像の上に置き、ラマシュトゥの悪意に対して出産母と幼児を保護するために召喚される。パズズは風とともに熱病をもたらすことからアッカド人に恐れられていたにもかかわらず悪霊の王であることから、手下の悪霊を統御する護符として用いられていた。いわゆる魔神信仰である。

## ラマシュトゥへの嘆きの詩
| 「 | 赤ん坊を亡き者する天の娘ラマシュトゥよ。 天の娘の魔手が迫り、抱擁は死を誘う。 そなたは憤怒し歓喜に打ち震えながら残忍に子を喰らう。 子を盗む天の娘はやがて逃げ去る。 そなたは生業の最中に娘の子を孕む腹をまさぐり 娘の腹を切り裂き子を引きちぎりだす。 娘の子は神の子ひとり、ああ天の娘の兄弟よ。 娘はもうすでに子はそなたに奪われた その姿は獅子の頭 その姿はロバの歯とロバの体躯と人の体躯を併せ持つ。 天の娘は獅子のごとく猛き王者のように振る舞い 天の娘は地獄の番犬のごとく咆哮す | 」 |

以上の詩が残されている。医療が満足に無い多産多死社会の悲哀を謡っている。